# Chassy (Cher)
Chassy település Franciaországban, Cher megyében. Lakosainak száma 234 fő (2022. január 1.). Chassy Mornay-Berry, Nérondes, Saint-Hilaire-de-Gondilly, Villequiers és Baugy (Cher) községekkel határos.

## Népesség
A település népességének változása:
| Lakosok száma | 316  | 231  | 203  | 254  | 252  | 250  | 241  | 239  | 236  | 234  |
|               | 1968 | 1982 | 1990 | 2006 | 2013 | 2015 | 2017 | 2019 | 2020 | 2022 |